# Lyndie Tchaptchet Defo
Lyndie Tchaptchet Defo (geboren am 13. Januar 2005 in Yaoundé) ist eine spanische Handballspielerin, die auf der Spielposition am Kreis eingesetzt wird.

## Vereinskarriere
Als Lyndie Tchaptchet ein Jahr alt war, verließ ihre Familie Kamerun und ließ sich im spanischen Ort Villava-Atarrabia nieder. Dort begann Tchaptchet das Handballspielen im Alter von sieben Jahren bei CD Beti Onak, mit dem sie in der Saison 2022/2023 den Klassenerhalt in Spaniens erster Liga schaffte. Seit 2023 steht sie bei Super Amara Bera Bera unter Vertrag, mit dem sie in der Saison 2023/2024 die spanische Meisterschaft holte.

## Auswahlmannschaften
Sie stand mehrfach im Aufgebot spanischer Nachwuchsnationalmannschaften.
Von Juli 2021 bis August 2022 warf sie in 24 Partien mit der Jugendauswahl Spaniens insgesamt 63 Tore. Sie nahm mit der Mannschaft an der U-18-Weltmeisterschaft 2022 (17. Platz) teil.
Ab Oktober 2022 lief sie mit den spanischen Juniorinnen auf. Bis Juni 2024 bestritt sie 31 Spiele mit dieser Auswahl und warf darin insgesamt 88 Tore. Tchaptchet nahm mit den spanischen Juniorinnen an der U-20-Weltmeisterschaft 2024 (17. Platz) teil.
Tchaptchet wurde im Oktober 2024 erstmals für die A-Auswahl Spaniens aufgestellt. Mit der Auswahl nahm sie an der Europameisterschaft 2024 teil.

## Privates
Lyndie Tchaptchet ist Studentin.
Ihre ältere Schwester Lysa Tchaptchet spielt ebenfalls Handball.